# Işıklı, Arsuz
Işıklı là một xã thuộc huyện Arsuz, tỉnh Hatay, Thổ Nhĩ Kỳ. Dân số thời điểm năm 2011 là 917 người.